# موضة مستدامة
الموضة المستدامة، يطلق عليها أيضاً بالموضة البيئية، جزء من فلسفة التصميم النامي وصيحة الاستدامة. والهدف هو إنشاء نظام يمكن دعمه بشكل غير محدود في طور حماية البيئة والمسئولية الاجتماعية [الإيضاح مطلوب] تعتبر الموضة المستدامة جزء من الصيحة الواسعة الامتداد للتصميم المستدام حيث يتم صنع المنتج باعتبار تأثيره البيئي والاجتماعي الذي قد يكون خلال اجمالي عمره الافتراضي وتشمل «بصمة الكربون» تبعاً لما أظهرت مجلة فوغ الصادرة في شهر مايو 2007 أنها ليست صيحة قصيرة المدى بل من الممكن استمرارها في مواسم عدة. عهدت حماية البيئة التبرع بنسبة من المبيعات منتج لقضية خيرية وذلك للتعبير عن نفسها في عالم الموضة بينما يعمل مصممي الأزياء على إعادة تعريف الأساليب الواعية عند المصدر خلال استخدام مواد صديقة للبيئة وأساليب إنتاج مسؤولة اجتماعياً.
هنالك بعض المنظمات التي تعمل على زيادة الفرص للمصمين في مجال الاستدامة. تعتبر الرابطة الوطنية لمصممي الأزياء المستدامة واحدة من تلك المنظمات. يعد الغرض منه مساعدة أصحاب المشاريع التي لها علاقة بالموضة المتنامية والتي تخلق التغيرالاجتماعي واحترام البيئة. يوفر مصممي الأزياء المستدامة تثقيف متخصص بخط الأساس الثلاثي وتدريب وامكانية الحصول على أدوات ومصادر صناعية التي تنهض بالأعمال الابداعية والمبتكرة وعالية التأثير تعد رسالة المنظمة هي خلق تغير اجتماعي بالتصميم والمشاريع التي لها علاقة بالموضة وذلك عبر التثقيف والتدريب والبرامج التحويلية للصناعات وذلك لصقل التعاون والاستدامة والنمو الاقتصادي.
تبعاً لتعهد الأرض، منظمة غير ربحية ملتزمة بتعزيز ودعم التنمية المستدامة، تستخدم على الأقل 8,000 مادة كيميائية لتحويل المواد الخام إلى منسوجات و 25% من مبيدات العالم لزراعة القطن غير العضوي. يسبب هذا ضرراً للأفراد والبيئة لا رجعة فيه ويضل ثلثي بصمة الكربون لأي ثوب ستظهر بعد شرائه. "

## الخامات
هنالك عدة عوامل عند اعتبار استدامة الخامات. وهي قابلية إعادة التجديد ومصدر الألياف وآلية تحويل ليف خام إلى نسيج وكذلك ظروف العمل للأفراد المنتجين للخامات وإجمالي بصمة الكربون للخام.

## الألياف الطبيعية
هي ألياف توجد في الطبيعة وأساسها ليس بترولي. يمكن تقسيمها إلى مجموعتان رئيسيتان: سليلوزية أو ألياف نباتية وألياف بروتينية أو ألياف حيوانية.

## السيليولوز
يعد القطن أحد أبرز المحاصيل زراعة وكذلك فائقة كيميائيا في العالم. . يستخدم القطن المزروع تقليديا ما يقارب 25% من المبيدات الحشرية للعالم وأكثر من 10% من مبيدات العالم. هنالك عدد قليل من المرافق عالميا الي لها القدرة على معالجة مجموعة قصاصات مختلفة المدى من خليط من ألياف القطن المعاد تدويرها+ مضافة إلى خيوط قارورة البولي إثيلين تيريفثالات لإعطاء المتانة لألياف القطن المعاد تدويرها + ألياف الاكريليك العذراء والتي تضاف لتناسق الألوان والقوة.

## المصممون

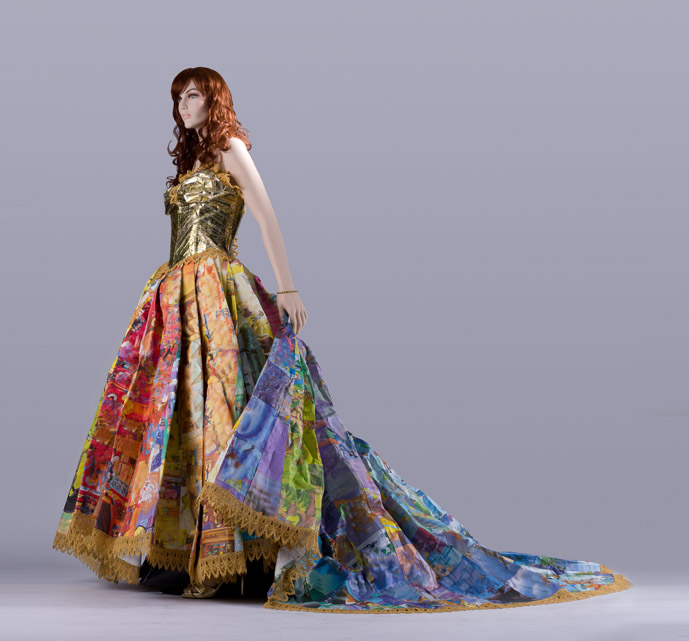
ثوب الورق

يقول المصممين أنهم يحاولون دمج ممارسات الاستدامة في الملابس الحديثة بدلاً من إنتاج ملابس الهيبيز. بسبب الجهود المبذولة لتقليل الضرر الحاصل في النمو والتصنيع وشحن المنتجات تعد أزياء الاستدامة أكثر تكلفة من الملابس المنتجة بالطرق التقليدية. .
أرعى المشاهير وعارضات الأزياء والمصممين أمثال ستيلا ميكارتني وأمور فير وأدين وستيوارت+ براون وشالوم هارلو وسمر راين أوكس انتباههم مؤخراً للموضة الواعية اجتماعياً والصديقة للبيئة. لقد اجتذب اسبوع بورتلاند للموضة الذي برز فيه مصممي أزياء الاستدامة منذ عام 2005 الصحافة الدولية لما بذلته من جهود لأنتاج بشكل مستدام أسبوع موضة يعرض تصاميم 100% صديقة للبيئة.
تعد العلامات التجارية المشهورة في أوروبا هي أرمدأنجل من كلونيا، ألمانيا، وأزياء أجينا العضوية من ألمانيا وجينز نويد من السويد وكامي العضوي من باريس وبانتس تو بوفرتي أو أحذية Po-Zu من لندن وروم تو رووم (ملابس قابلة للعكس) من ميونخ واكسسوارات رويال بلش من سويسرا أو شركة بيو شرت من برلين.
تعد شركة جنريشن باسفك في كوستريكا وإيطاليا نشطة في حركة شمولية تهدف إلى رفع مستوى الوعي البشري والملابس الايكولوجية الواعية.
هنالك جزء جديد ممتع من الموضة المستدامة ويدعى كوتور السجن. . يقوم أول سجناء أوروبا الشرقية بتصميم أزياء سجن مستدامة في لاتفيا واستونيا تحت ملصق هيفي ايكو. .
العلامات التجارية هنالك أيضاً علامات تجارية مبنية بأكملها على مفهوم الموضة المستدامة فضلاً عن مصممي الأزياء. لكي تكون مستدامة حقاً يجب على العلامات التجارية استخدام خامات مستدامة طبيعية لصنع ملابسها واستخدام أشكال متجددة للطاقة لتشغيل مصانعهم. على سبيل المثال علامات تجارية مثل رابانيو - علامة تجارية من المملكة المتحدة والتي تنتج أزياء مستدامة تستخدم توربينات فيستاس للرياح لتشغيل مصانع النسيج في الهند- حيث يتم تحويل القطن العضوي إلى منتجات لسوق المملكة المتحدة.
لهذا السبب يعد من المهم أن العلامات التجارية للأزياء المستدامة تتصف بالشفافية حيال كيفية الأعمال بحيث يمكن للعميل من معرفة المزيد عن كل مرحلة من سلسلة الإمداد وبالتي الحكم على استدامة المنتج بأنفسهم قبل الشراء. تزداد أدوات إمكانية التتبع شعبية وعادة على شكل خريطة تفاعلية تعرض كل مرحلة من مراحل الإمداد وتوفر معلومات موثوقة وصاقة حول الخطوات التي تحدث في كل مرحلة من سلسلة الإمداد.

## الجدال
على الرغم من أن جميع أنواع القطن لديها الكثير من بصمات الكربون للزراعة والإنتاج -يعتبر القطن خام أكثر استدامة- تعتبر خالية تماما من المبيدات الحشرية السامة والأسمدة الكيميائية. لقد بدأ العديد من المصممين بتجربة ألياف الخيزران التي تمتص الغازات الدفيئة خلال دورة حياتها وتنمو بسرعة وبشكل وفير دون مبيدات حشرية. يمكن لخام الخيزران مع هذا التسبب بضرر بيئي في الإنتاج وذلك بسبب المواد الكيميائية المستخدمة لصنع الفيسكوز الناعم من الخيزران الصلب. .
يعتقد البعض أن القنب هو أحد أفضل الاختيارات لخام بيئي نظراً لسهولة نموه على الرغم من أنه زراعته تعتبر غير قانونية في بعض الدول. هذه الحقائق تجعل الخامات المعاد تدويرها والمعالجة والفائضة والعتيقة هي أكثر الاختيارات استدامة حيث أن المود الخام لا تتطلب زراعة ولا صناعة تحويلية لإنتاجها. 
ظهر مؤخراً بديل آخر لأزياء الاستدامة والذي يستخدم ألياف تركيبية مع عملية تسمى تقنية الايرداي والتي تزيل الماء من عملية الصباغة والطباعة.
لا يزال النقاد يشيرون إلى المواد الكيميائية المستخدمة في صنع مواد صناعية -هذه الطريقة قللت بشكل ملحوظ من استهلاك المياه والتلوث- بينما يستخدم القطن (العضوي غير العضوي) كمية هائلة من المياه خلال مراحل النمو والصباغة.

## مستقبل الأزياء المستدامة
عقد في كوبنهاغن في 3 من مايو عام 2010 أكبر مؤتمر قمة في العالم حول أزياء الاستدامة والذي تضمن أكثر من 1000ششخص من أصحاب المصلحة الرئيسيين في هذه الصناعة وذلك لمناقشة أهمية جعل صناعة الأزياء مستدامة. منذ ذلك الحين تضمنت قمة كوبنهاغن للأزياء آلاف الأشخاص من مجال صناعة الأزياء بمجهودهم لإحداث نقلة في هذه الصناعة.
أطلق ائتلاف الملابس المستدامة في يوليو عام 2012 مؤشر هيج وهو معيار تقييم ذاتي مصمم لقياس وتعزيز سلاسل الإمداد المستدامة في صناعات الملابس والأحذية. تأسس ائتلاف الملابس المستدامة عام 2011 وهو منظمة غير ربحية تتألف من أعضاء أصحاب علامات تجارية تنتج ملابس وأحذية  ؛ تجار تجزئة؛ صناعات تابعة وروابط تجارية؛ الوكالة الأمريكية لحماية البيئة والمؤسسات الأكادمية والمنظمات البيئية غير الربحية.
.

## الروابط الخارجية
- Copenhagen Fashion Summit
- www.ethical-sight.com
- ethical and sustainable designers
- Sustainable Fashion News Archive Source: FashionUnited
- BBC Thread - Eco Fashion
- Sustainable clothing, eco fashion, and craftspeople support group One Leaf Collective